# Acer tutcheri
Acer tutcheri — вид квіткових рослин із роду клен (Acer).

## Морфологічна характеристика
Це однодомне дерево 5–15 метрів заввишки. Кора коричнева чи темно-коричнева. Гілочки тонкі, голі. Листки опадні: листкові ніжки 2–3 см завдовжки, тонкі, голі; листова пластинка знизу блідо-зелена, обидві поверхні голі, 6–9 × 2–13 см, зазвичай 3-, рідше 5-лопатеві; частки трикутно-яйцеподібні, рідше яйцювато-довгасті, по краю зубчасті, з притиснутими гострими зубцями, цілісні біля основи, рідко лише з кількома дрібними зубцями біля вершини, верхівка гостра чи загострена, рідше хвостато-загострена. Суцвіття коротковолотисте. Чашолистків 4, яйцеподібно-видовжених, верхівка тупа. Пелюсток 4, обернено-яйцюватих. Тичинок 8. Плід жовтуватий; горішки опуклі, ≈ 6 мм в діаметрі, крило з горішком 15–25 × 8–10 мм, крила від гостро розправлених до майже горизонталих. Період цвітіння: квітень; період плодоношення: вересень.

## Поширення й екологія
Ареал: Китай (Гуансі, Гуандун, Фуцзянь, Хунань, Цзянсі, Чжецзян), Гонконг, Тайвань. Вид зростає на висотах від 300 до 1000 метрів. Вид широколистяного лісу.

## Використання
Цей вид культивується в садах відносно обмежено.